# Кампо Есперанза (Кулијакан)
Кампо Есперанза (шп. Campo Esperanza) насеље је у Мексику у савезној држави Синалоа у општини Кулијакан. Насеље се налази на надморској висини од 10 м.

## Становништво
Према подацима из 2010. године у насељу је живело 6 становника.

### Хронологија
| Година       | 2000            | 2005            | 2010 |
| ------------ | --------------- | --------------- | ---- |
| Становништво | 930 (476 / 454) | 667 (342 / 325) | 6    |

### Попис
| # | Индикатор                     | Вредност |
| - | ----------------------------- | -------- |
| 1 | Укупно домаћинстава           | 158      |
| 2 | Укупно насељених домаћинстава | 1        |
| 3 | Величина локације             | 1        |